# 范达人
范達人又名范達仁（1935年生），1962年毕业于北京大学历史系，随后成为北大一名青年教师。文革以前在北大历史系负责学术批判工作。文革期间曾任“梁效”寫作组长。第四届全国人民代表大会时作为全国人大代表出席会议。中共十一大“点名批判梁效”。1976年10月10日深夜，四人帮被隔离审查后的第4天，“梁效”遭查封，所有成员受隔离审查。之后范达人未经审判，被投入监狱；大约一年后释放，但被警告不能讲课、不能写文章、不能出头露面（三不规定），1980年后才逐渐放宽。曾任中國文化書院導師、教授。1989年赴美國，曾任哈佛大學訪問學者、研究員。

## 主要著作
- 《当代比较史学》，北京大学出版社，1990年。
- 《“文革”御笔沉浮录——梁效往事》，明報出版社，1999年。
- 《比較史學》，范達仁、易孟醇合著，湖南人民出版社、湖南教育出版社2013年出版。
- 《范達人在"梁效"的經歷》（電子書）口述者范達人、採訪者鄭實，中信出版社2013年出版。
- 《梁效浮沉錄》2019年9月1日Amazon kindle書店正式出版、發行該書電子版。
- 《梁效浮沉錄》紙質平裝本於2022年8月在美國加州印刷出版。